# Myopathie congénitale myotubulaire

La myopathie congénitale myotubulaire se caractérise par une faiblesse musculaire sévère ou moyenne. Elle est due à des mutations du gène de la myotubularine (gène MTM1) porté par le chromosome X. C'est une maladie de transmission récessive liée à l'X.
Dans la forme sévère, le nouveau-né mâle présente une grave hypotonie musculaire qui provoque une insuffisance respiratoire nécessitant une assistance respiratoire dès la naissance, assistance qui nécessite rapidement d'être faite via une trachéotomie dans une grande majorité de cas. Il faut également pratiquer une gastrostomie car l'alimentation par voie orale est impossible. Les nourrissons présentent un visage immobile, un retard de développement généralisé, une atonie les empêchant de tenir leur tête, de rester assis, etc. Quatre enfants sur cinq meurent dans l'année de leur naissance.
Dans la forme moyenne, le développement suit un cours relativement normal, même si plus de la moitié des enfants doivent avoir une assistance respiratoire permanente ou intermittente, ainsi qu'une assistance nutritionnelle toute leur vie. Ils acquièrent à terme la marche et leurs visages ne présentent pas le faciès myopathique.
Cette maladie ne s'aggrave pas dans le temps et dans les formes moyennes une lente augmentation de la force musculaire est même observée.
Les porteuses ne présentent pas de symptomatologie bien que quelques manifestations de cette maladie ont été décrites chez les femmes hétérozygotes.
Le diagnostic se fait sur l'examen histologique de la biopsie musculaire chez un garçon présentant une hypotonie avec une histoire familiale de maladie génétique à transmission récessive liée à l'X.
Le diagnostic génétique est aussi possible en routine.
En septembre 2017, la société de biotechnologies Audentes Therapeutics (devenue Astellas Gene Therapies) démarre l'essai international Aspiro, avec un médicament conçu en France, dans le laboratoire Généthon issu du Téléthon, par Ana Buj Bello. Le suivi est effectué par le docteur Andreea Seferian, dans le service I-Motion de l'hôpital pédiatrique Trousseau de Paris. Tenté sur 24 garçons, le traitement consiste en une injection unique de thérapie génique nommée AT132 apportant la myotubularine. Les effets constatés chez certains enfants furent spectaculaires et se sont fait sentir dès les premières semaines. La tonicité musculaire s'est progressivement renforcée et ces enfants, totalement dépendants et quasi inertes, ont pu se mettre à respirer seuls, puis à commencer de marcher. Cependant, l'essai est arrêté en septembre 2021 car sur 24 garçons ayant reçu l'injection, 4 sont rapidement morts de complications hépatiques, le foie étant déjà très fragilisé par la maladie,. 
En mars 2019, des chercheurs de l'Inserm et du CNRS de l’Institut de génétique et de biologie moléculaire et cellulaire ont trouvé comment la myotubularine (en), protéine déficitaire dans la myopathie myotubulaire, interagit avec l'amphiphysine 2 (en) et proposent de cibler cette dernière pour traiter les patients.

## Sources
- « Une thérapie génique à l’essai pour traiter la myopathie myotubulaire », sur Inserm salle de presse, 25 mars 2019 (consulté le 3 décembre 2022)
- (en) Soma Das, Gail Ellen Herman, X-Linked Myotubular Myopathy In GeneTests: Medical Genetics Information Resource (database online). Copyright, University of Washington, Seattle. 1993-2005